# 瓮津站
甕津站（韓語：옹진역）是位于朝鮮民主主義人民共和國黃海南道甕津郡甕津邑的一個鐵路車站。屬於甕津線。

## 邻近车站
甕津線
冷井站 - 甕津站